# Klaus-Jürgen Grünke

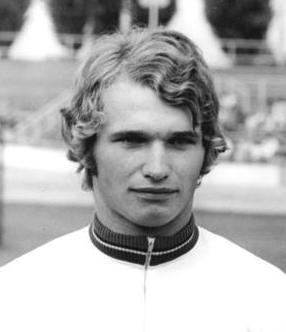
Klaus-Jürgen Grünke

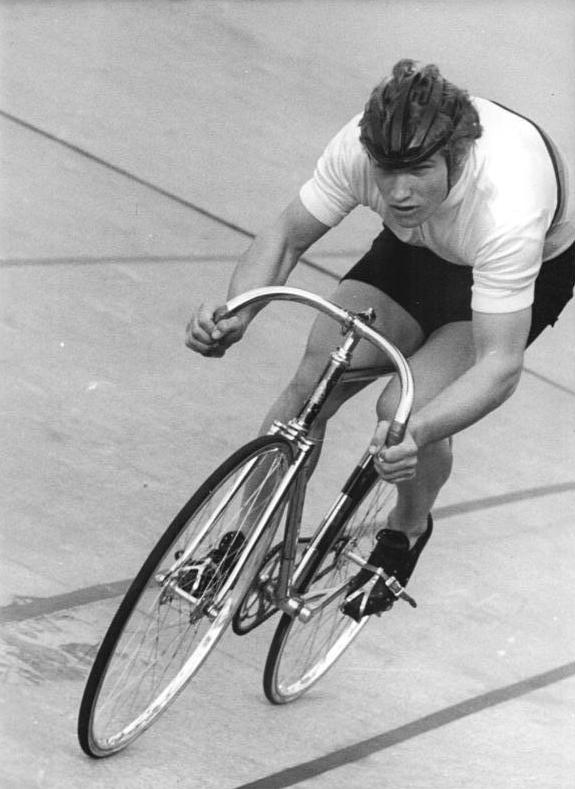
Klaus-Jürgen Grünke (1975)

Klaus-Jürgen Grünke (* 30. März 1951 in Bad Lauchstädt) ist ein ehemaliger deutscher Radrennfahrer, der als Bahnradsportler in der DDR erfolgreich war.

## Sportliche Laufbahn
Klaus Grünke begann 1967 bei der BSG Buna Schkopau mit 14 Jahren mit dem Radsport. Er wurde u. a. vom ehemaligen Rennfahrer Johannes Schober trainiert.
Grünke, der für den Berliner TSC startete, war 1970, 1971 und 1974 Meister der Deutschen Demokratischen Republik im 1000-m-Zeitfahren, 1972 und 1973 im Tandemrennen und 1971 und 1974 in der 4000-m-Mannschaftsverfolgung. 1974 gehörte er zu dem DDR-Vierer, der im Finale der Bahnrad-Weltmeisterschaften dem westdeutschen Gold-Vierer unterlag, bei den Weltmeisterschaften im folgenden Jahr gewann er mit seiner Mannschaft die Bronzemedaille in der Mannschaftsverfolgung und wurde Weltmeister im 1000-m-Zeitfahren. Bei den Olympischen Sommerspielen 1976 gewann Grünke im 1000-m-Zeitfahren die Goldmedaille mit einer Zeit von 1:05,92 min vor dem Belgier Michel Vaarten und dem Dänen Niels Fredborg. Grünke beendete 1979 seine Laufbahn. 2004 konnte er bei den Senioren-Weltmeisterschaften in St. Johann in Österreich den Titel in seiner Altersklasse erringen.

## Ehrungen
Für diesen Erfolg wurde er mit dem Vaterländischen Verdienstorden in Silber ausgezeichnet.

## Berufliches
Grünke hat eine Ausbildung zum Stahlbaumonteur absolviert. Später arbeitete als Busfahrer in Berlin.

## Privates
Grünke lebt in Stolzenhagen. Er hat zwei Brüder, die ebenfalls als Radsportler aktiv waren, Dieter und Peter Grünke.